# Shin Tokudaiji
Shin Tokudaiji (徳大寺 伸, Tokudaiji Shin), né le 5 octobre 1911 à Tokyo et mort le 17 juillet 1995, est un acteur japonais. Son vrai nom est Shizuo Terada (横尾 勇, Terada Shizuo).

## Biographie
Shin Tokudaiji abandonne ses études à l'université Keiō pour devenir acteur et il entre à la Shōchiku en 1933. Il apparait pour la première fois sur les écrans dans Un jeune héritier à l'université de Hiroshi Shimizu.
Il a tourné dans plus de 220 films entre 1933 et 1971.

## Filmographie partielle
- 1933 : Un jeune héritier à l'université (大学の若旦那, Daigaku no wakadanna?) de Hiroshi Shimizu
- 1934 : Yama wa yūyake (山は夕焼?) de Keisuke Sasaki

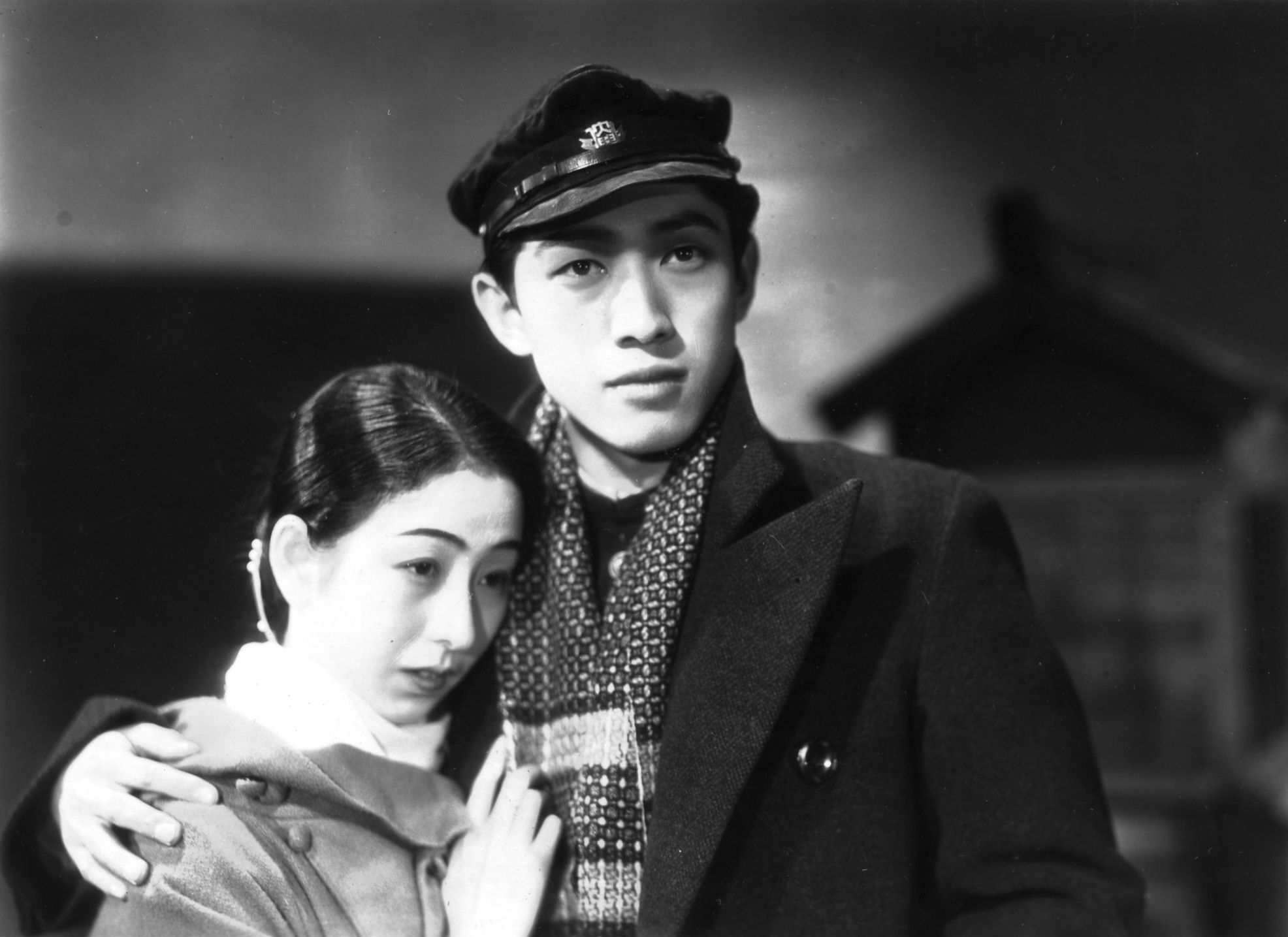
Toshiko Iizuka et Shin Tokudaiji dans La Femme de la brume (1936).

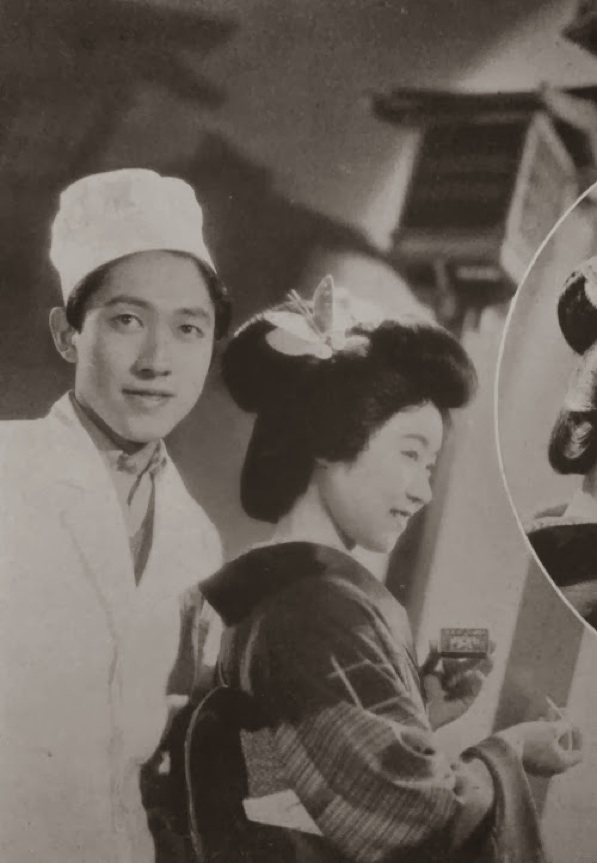
Shin Tokudaiji et Kinuyo Tanaka dans La Chanson du panier à fleur (1937).

- 1934 : Le Jeune Universitaire IV (大学の若旦那・日本晴れ, Daigaku no wakadanna: Nihonbare?) de Hiroshi Shimizu
- 1935 : Seppun jūjiro (接吻十字路?) de Keisuke Sasaki
- 1935 : Eikyū no ai: Zenpen (永久の愛 前篇?) de Yoshinobu Ikeda
- 1935 : Eikyū no ai: Kōhen (永久の愛 後篇?) de Yoshinobu Ikeda
- 1936 : Saigo no kōfuku (最後の幸福?) de Keisuke Sasaki
- 1936 : Haha no omokage (母の面影?) de Keisuke Sasaki
- 1936 : La Femme de la brume (朧夜の女, Oboroyo no onna?) de Heinosuke Gosho : Seiichi
- 1936 : Zetto men seishun totsugekitai (Ｚメン青春突撃隊?) de Yasushi Sasaki
- 1937 : La Chanson du panier à fleur (花籠の歌, Hana-kago no uta?) de Heinosuke Gosho : M. Lee, le cuisinier (Ri-san)
- 1938 : La Mère et l'Enfant (母と子, Haha to ko?) de Minoru Shibuya : Kokichi
- 1938 : Une femme et son masseur (按摩と女, Anma to onna?) de Hiroshi Shimizu
- 1939 : Courant chaud (暖流, Danryū?) de Kōzaburō Yoshimura : le chirurgien Sasajima
- 1946 : Le Matin de la famille Osone (大曾根家の朝, Osoneke no asashi?) de Keisuke Kinoshita : Taijei Osone
- 1946 : La Victoire des femmes (女性の勝利, Josei no shōri?) de Kenji Mizoguchi : Keita Yamaoka
- 1947 : L'Amour de l'actrice Sumako (女優須磨子の恋, Joyū Sumako no koi?) de Kenji Mizoguchi
- 1949 : La Mauvaise Fille (不良少女, Furyō shōjo?) de Mikio Naruse
- 1949 : La Femme de l'enfer (地獄の貴婦人, Jigoku no kifujin?) de Motoyoshi Oda : Yoshioka
- 1961 : Akō rōshi (赤穂浪士, Akō rōshi?) de Sadatsugu Matsuda : Katada
- 1962 : Liens de sang ou Ma mère dans mes paupières (瞼の母, Mabuta no haha?) de Tai Katō
- 1964 : Seul contre tous à Ichijoji (宮本武蔵 一乗寺の決斗, Miyamoto Musashi: Ichijōji no kettō?) de Tomu Uchida
- 1964 : L'Indomptable d'Edo (車夫遊侠伝 喧嘩辰, Shafu yūkyōden: Kenka Tatsu?) de Tai Katō : Tokumitsu